# Irosin
Irosin ist eine philippinische Stadtgemeinde in der Provinz Sorsogon. Sie hat 56.662 Einwohner (Zensus 1. August 2015). Auf Teilen des Gebietes der Gemeinde liegt der Bulusan-Volcano-Nationalpark.
Irosin ist die einzige im Binnenland gelegene Stadtgemeinde der Provinz Sorsogon.

## Baranggays
Irosin ist politisch in 28 Baranggays unterteilt.
| - Bagsangan - Bacolod (Pob.) - Batang - Bolos - Buenavista - Bulawan - Carriedo - Casini - Cawayan - Cogon - Gabao - Gulang-Gulang - Gumapia - Santo Domingo (Lamboon) | - Liang - Macawayan - Mapaso - Monbon - Patag - Salvacion - San Agustin (Pob.) - San Isidro - San Juan (Pob.) - San Julian (Pob.) - San Pedro - Tabon-Tabon - Tinampo - Tongdol |